# Казе екс Смом (Анкона)
Казе екс Смом је насеље у Италији у округу Анкона, региону Марке.
Према процени из 2011. у насељу је живело 62 становника. Насеље се налази на надморској висини од 78 м.